# Heterorotula multiformis
Heterorotula multiformis är en svampdjursart som först beskrevs av W. Weltner 1910.  Heterorotula multiformis ingår i släktet Heterorotula och familjen Spongillidae. Inga underarter finns listade i Catalogue of Life.